# Bauxit
Bauxit er en aluminiummalm, der overvejende består af aluminiummineralet hydrargillit Al(OH)3, böhmit og diaspor AlOOH, og i mindre omfang af jernoxiderne hæmatit og goethit, lermineralet kaolinit og i ringe omfang af anatas TiO2.
Det har normalt en svag glans, og det er rødbrunt, hvidt eller beige.
Omkring 70%-80% af verdensproduktionen af bauxit raffineres til aluminiumoxid (Al2O3), som igen bruges som råstof for produktion af aluminium via Hall–Héroult-processen. Hovedkilder for bauxit er lande som Jamaica, Surinam, Brasilien og Australien.
Bauxit har fået navn efter byen Les Baux de Provence i Sydfrankrig, hvor det blev opdaget for første gang i 1821 af geologen Pierre Berthier.